# PlayFirst
PlayFirst és un distribuïdor de videojocs casuals fundat en 2004 per oferir jocs en línia, que es poden comprar després d'haver provat una demostració durant un temps limitat (30 0 60 minuts). La saga de més èxit ha estat la de Diner Dash, un joc de gestió del temps molt popular descarregat per més de 500 milions de persones. A part de la versió per a ordinador, molts jocs inclouen versió per a mòbil, fet que diferencia PlayFirst d'altres companyies similars.
Els jocs més populars són:
- Azada
- La saga Chocolatier
- La saga Diner Dash i les seves seqüeles Wedding Dash, Parking Dash i Cooking Dash
- Oasis
- Plantasia
- SpongeBob Diner Dash i les seves seqüeles

## Jocs
| - Dream Chronicles: The Book of Fire - Hotel Dash 2: Lost Luxuries - Dream Chronicles: The Book of Water (+ Collector's Edition & Strategy Guide) - Garden Dash - Murder Island: Secret of Tantalus - Tamara the 13th - Soap Opera Dash - Avenue Flo: Special Delivery - Cooking Dash 3: Thrills and Spills (+ Collector's Edition) - Escape from Frankenstein's Castle - Wedding Dash: 4-Ever - The Fifth Gate - Dream Chronicles: The Book of Air (+ Collector's Edition & Strategy Guide) - Love and Death: Bitten - The Palace Builder - Diner Dash 5: BOOM! (+ Collector's Edition & Strategy Guide) - Alice's Tea Cup Madness - Gotcha: Celebrity Secrets - Hotel Dash: Suite Success - Valerie Porter and the Scarlet Scandal - Avenue Flo - Gemini Lost - Cooking Dash: DinerTown Studios - Passport to Perfume - DinerTown Detective Agency - Wedding Dash: Ready, Aim, Love! - DinerTown Tycoon - Dream Chronicles: The Chosen Child - Wandering Willows - Diaper Dash - Emerald City Confidential - Chocolatier: Decadence by Design | - Nightshift Legacy: The Jaguar's Eye - Fitness Dash - Daycare Nightmare: Mini-Monsters - Parking Dash - Cooking Dash - The Great Chocolate Chase: A Chocolatier Twist - Fashion Dash - Wedding Dash 2: Rings Around the World - Dairy Dash - Pet Shop Hop - Dream Chronicles 2: The Eternal Maze - Doggie Dash - The Nightshift Code - Dress Shop Hop - Chocolatier 2: Secret Ingredients - Diner Dash: Hometown Hero - Mahjong Roadshow - Daycare Nightmare - Wedding Dash - SpongeBob Diner Dash: 2 Times the Trouble - Dream Chronicles - Zenerchi - Chocolatier - Mystery of Shark Island - Solitaire Pop - Diner Dash: Flo on the Go - SandScripts - Sweetopia - SpongeBob Diner Dash - Poker Pop - Diner Dash 2: Restaurant Rescue - Plantasia - Pirate Poppers - Egg vs. Chicken - Professor Fizzwizzle - TriJinx - Chessmaster Challenge - Diner Dash - Subway Scramble - Spellagories |